# Vicente de Paula Ferreira
Vicente de Paula Ferreira C.SS.R. (ur. 27 października 1970 w Araraí) – brazylijski duchowny katolicki, biskup pomocniczy Belo Horizonte w latach 2017–2023, biskup diecezjalny Livramento de Nossa Senhora od 2023.

## Życiorys
Święcenia kapłańskie przyjął 16 listopada 1996 w zgromadzeniu redemptorystów. Był m.in. wychowawcą placówek formacyjnych dla przyszłych zakonników, przełożonym jednej z brazylijskich prowincji zakonnych oraz przewodniczącym unii zrzeszającej redemptorystów z całej Brazylii.
8 marca 2017 papież Franciszek mianował go biskupem pomocniczym archidiecezji Belo Horizonte oraz biskupem tytularnym Castra Nova. Sakry udzielił mu 27 maja 2017 arcybiskup Walmor Oliveira de Azevedo.
1 lutego 2023 ten sam papież przeniósł go na urząd biskupa diecezjalnego Livramento de Nossa Senhora.